# Lorna Doone (pel·lícula del 1922)

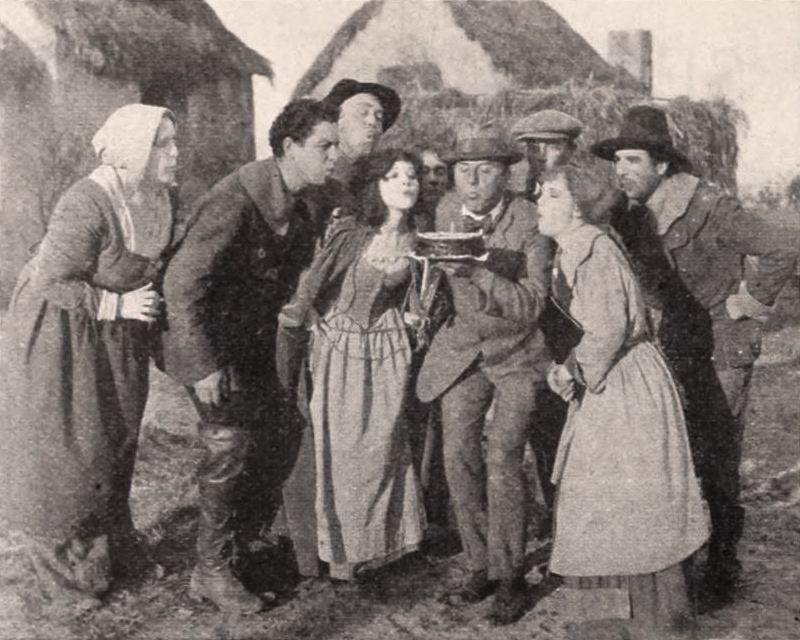
John Bowers, Madge Bellamy i el director Maurice Tourneur bufant l'espelma d'un pastís d'aniversari durant el rodatge de la pel·lícula.

Lorna Doone és una pel·lícula muda d'aventures romàntiques dirigida per Maurice Tourneur i protagonitzada per Madge Bellamy i John Bowers. La pel·lícula, basada en la novel·la homònima de R. D. Blackmore, es va estrenar el 30 d'octubre de 1922.

## Argument
El 1671, a Anglaterra, durant el regnat de Jaume II, la comtessa de Lorne i la seva filla petita, Lady Lorna, es detenen breument al White Horse Inn, prop de la costa del Devonshire. Mentre esperen, Lorna coneix John Ridd, fill d'un pagès local, que s'enamora de la jove noble i li regala el ganivet amb el seu nom gravat al mànec. Al seu torn, la noia li regala el seu mocador. Quan la comtessa marxa del poble, un clan de malfactors anomenats els “Doones”, dirigit pel noble exiliat Sir Charles Ensor Doone, roben els passatgers. Lorna es baralla per evitar que li prenguin el ganivet i Sir Ensor, admirant el seu caràcter, la segresta perquè algun dia serà una bona parella per algun Doone. John, que ha seguit el carruatge amb el seu cavall és descobert quan fa rodar una roca per un penya-segat i, incapaç d'aturar el segrest, promet lluitar contra els Doones quan sigui gran.
Passats uns anys Lorna ha esdevingut una dona en el refugi dels Doone a la vall de Bagworthy, Sir Ensor Doone n'està molt de la noia. Un dia, un dels membres del clan de Sir Ensor, anomenat "Counselor Doone" informa Sir Ensor que el seu fill, Carver Doone, desitja Lorna i està disposat de casar-se amb ella. No obstant això, Sir Ensor sap que Carver no és una bona persona i espera poder evitar que Lorna es casi amb ell. La mateixa Lorna tem a Carver i rebutja a tots els joves del clan dels Doone perquè tracten malament les seves dones. A una milla riu amunt d'allà, John Ridd s'ha convertit en un jove sense por. La seva cosina, Ruth, n'està enamorada secretament però ell no hi mostra interès. Un dia, mentre alliberava un tronc als ràpids del riu, John és atrapat pel corrent i arrossegat fins una cascada i perd en coneixement. En despertar-se a la riba del riu, veu Lorna que s'inclina sobre ell i se sent fortament atret. Ella el reconeix i li mostra el ganivet que li va regalar anys enrere i li explica que, tot i que no sap el seu nom real, segur que no és una Doone. En veure Carver a prop portant un mosquet, Lorna porta John cap a l'erm, el camí més segur cap al seu poble. Ell li assenyala un promontori proper i li diu que si mai el necessita que pugi al seu cim i agiti un mocador. Més endavant, Sir Ensor es posa malalt i dona a Lorna el collar robat a la seva mare tot demanant-li perdó per haver-la segrestat. Més tard, en privat, signa un document que revela la veritable identitat de Lorna i l'envia a través d'un missatger.
Carver Doone intenta obligar Lorna a casar-se amb ell per lo que envia una noia a fer senyal convingut des de la roca. Quan John el veu refà el seu viatge riu avall i sobre la cascada fins a arribar al poble dels Doone i rescata Lorna amb l'ajut d'un Sir Ensor ja moribund. Més tard, Carver viatja al poble de John per segrestar-la de nou i veu l'arribada d'un carruatge real envoltat de soldats: Gràcies al document de Sir Ensor, la comtessa de Brandir ha vingut a fer-se càrrec de Lady Lorna i retornar-la amb els seus.
John troba a faltar a Lorna i viatja a Londres per retrobar-la. Allà se li diu que Lady Lorna assistirà l'endemà al "bateig de l'infant reial", fill del rei Jaume II, a la capella del palau de Whitehall. Unint-se als plebeus a la galeria de la capella, John impedeix que un grup de revolucionaris dispari contra l'hereu reial i és inicialment aclamat com un heroi però quan la cort s'adona que John és un pagerol se n'allunyen. Lorna decideix renunciar al seu títol i torna al poble de John pel casar-s'hi. Durant la cerimònia, Carter Doone, alertat per Ruth, dispara a Lorna. Indignat, John lidera els camperols locals en un victoriós atac a la vall de Bagworthy. Carter cau en unes arenes movedisses. De tornada a casa John retroba a Lorna convalescent.

## Repartiment
- Madge Bellamy (Lorna Doone)
- Mae Giraci (Lorna com a nena)
- John Bowers (John Ridd)
- Charles Hatton (John com a nen)
- Frank Keenan (Sir Ensor Doone)
- Jack McDonald (“Counselor” Doone)
- Donald MacDonald (Carver Doone)
- Norris Johnson (Ruth)
- Gertrude Astor (comptessa de Brandir)
- James Robert Chandler (Frye)
- Irene De Voss (mare de Lorna)
- Joan Standing (Gwenny Carfax)